# Claire Hugon
Claire Hugon (Etterbeek, 3 juli 1981) is een Belgisch politica voor Ecolo.

## Biografie
Hugon voltooide in 2002 haar kandidatuur Germaanse talen, literatuur en letterkunde aan de Facultés universitaires Notre-Dame de la Paix in Namen en studeerde daarna verder aan de UCL, waar ze in 2005 een licentie in de Germaanse talen, literatuur en letterkunde en in 2007 een aanvullend diploma in taalkunde behaalde. Op latere leeftijd keerde Hugon terug naar de schoolbanken en voltooide ze in 2020 een bachelor in de rechten aan de Université Saint-Louis in Brussel en in 2023 een master in de rechten, optie publiekrecht en internationaal recht aan de ULB.
Van 2006 tot 2010 werkte Hugon als universitair onderzoekster in de taalkunde aan de UCL en nadien was zij van 2010 tot 2014 politiek adviseur voor wetenschapsbeleid op het kabinet van Waals minister Jean-Marc Nollet. Vervolgens werkte ze van 2014 tot 2019 als attaché voor Europees Parlementslid Philippe Lamberts, voorzitter van de De Groenen/Vrije Europese Alliantie-fractie, voor wie ze de thema's migratie, democratie en transparantie opvolgde. Na afloop van deze functie was Hugon van 2019 tot 2020 politiek adviseur voor de Ecolo-Groen-fractie in de Kamer van volksvertegenwoordigers en in 2020 even politiek adviseur op het kabinet van Stéphane Roberti, burgemeester van Vorst.
Inmiddels was zij politiek actief geworden voor de partij Ecolo, waarvoor Hugon van 2006 tot 2012 OCMW-raadslid in Ottignies-Louvain-la-Neuve was. Daarna was zij van 2012 tot 2014 provincieraadslid van Waals-Brabant en voorts was zij van 2010 tot 2012 co-secretaris van de regionale Ecolo-federatie van de provincie Waals-Brabant.
In oktober 2020 werd ze voor de kieskring Brussel-Hoofdstad lid van de Kamer van volksvertegenwoordigers, een functie waarin ze de tot federaal minister benoemde Zakia Khattabi opvolgde. Hugon werd er lid van de commissies Justitie en Grondwet en Institutionele Vernieuwing. Ze bleef volksvertegenwoordiger tot aan de verkiezingen van juni 2024 en stond toen net als in 2019 als eerste opvolger op de lijst.
Na haar mandaat als parlementslid werd Hugon in september 2024 assistent aan de faculteit rechten van de Université Saint-Louis en in februari 2025 onderzoekster aan het Centrum voor Publiek en Sociaal Recht van de UCL.